# ボヴァリー夫人 (1949年の映画)
『ボヴァリー夫人』（ボヴァリーふじん、Madame Bovary）は、ヴィンセント・ミネリ監督による1949年のアメリカ合衆国の映画である。ギュスターヴ・フローベールの同名小説の映画化である。

## キャスト
- エマ・ボヴァリー - ジェニファー・ジョーンズ
- ギュスターヴ・フローベール - ジェームズ・メイソン
- シャルル・ボヴァリー - ヴァン・ヘフリン
- ロドルフ・ブーランジェ - ルイ・ジュールダン
- レオン・デュプイ - アルフ・ケリン（英語版）
- J・オメイ - ジーン・ロックハート
- ルウルー - フランク・アレンビー（英語版）
- デュプイ夫人 - グラディス・クーパー

## 映画賞ノミネート
| 賞           | 部門               | 候補 | 結果       |
| ------------ | ------------------ | --- | ---------- |
| アカデミー賞 | 美術監督賞（白黒） | 美術: セドリック・ギボンズ、ジャック・マーチン・スミス 装置: エドウィン・B・ウィリス、Richard A. Pefferle | ノミネート |